# Liste der Biografien/Din
Liste der Biografien |
Portal Biografien |
Personensuche
# |
A |
B |
C |
D |
E |
F |
G |
H |
I |
J |
K |
L |
M |
N |
O |
P |
Q |
R |
S |
T |
U |
V |
W |
X |
Y |
Z |
?
 
Da |
Db |
Dc |
Dd |
De |
Dg |
Dh |
Di |
Dj |
Dk |
Dl |
Dm |
Dn |
Do |
Dq |
Dr |
Ds |
Du |
Dv |
Dw |
Dy |
Dz
 
Dia |
Dib |
Dic |
Did |
Die |
Dif |
Dig |
Dih |
Dij |
Dik |
Dil |
Dim |
Din |
Dio |
Dip |
Diq |
Dir |
Dis |
Dit |
Diu |
Div |
Diw |
Dix |
Diy |
Diz
Die Liste der Biografien führt alle Personen auf, die in der deutschsprachigen Wikipedia einen Artikel haben. Dieses ist eine Teilliste mit 444 Einträgen von Personen, deren Namen mit den Buchstaben „Din“ beginnt.

## Din
- Din al-Haddad, Izz, Mitglied des Politbüros der Hamas
- Din, Claire (1958–2020), deutsche Textdichterin
- Din, Hamza El (1929–2006), ägyptischer Oud- und Tar-Spieler und Sänger

### Dina
- Dina (1956–2019), portugiesische Rock-Pop-Sängerin
- Dina (* 1985), norwegische Pop-Sängerin
- Dina Ebimbe, Junior (* 2000), französisch-kamerunischer FußballspielerJunior Dina Ebimbe (* 2000)

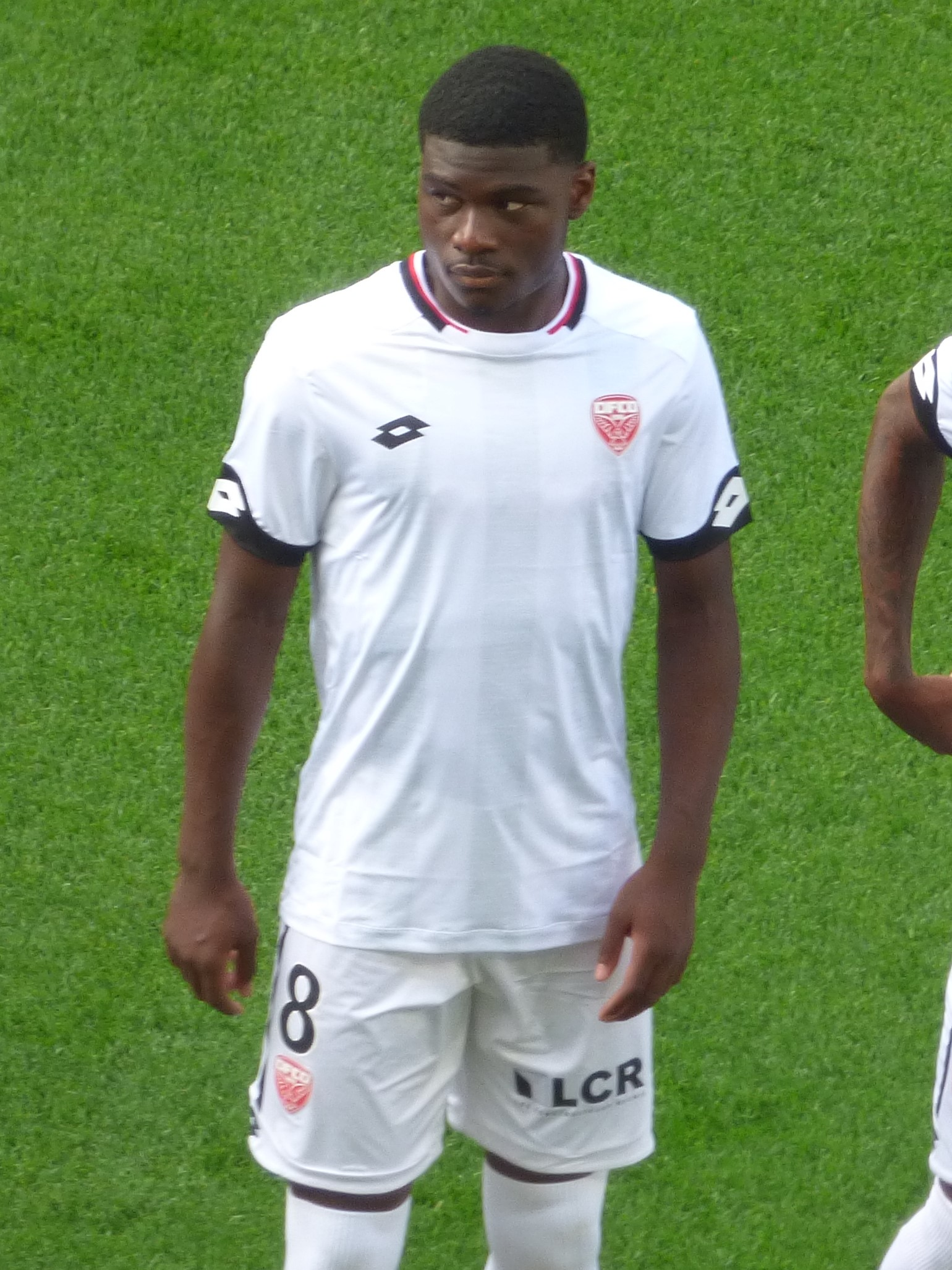
Junior Dina Ebimbe (* 2000)

- Dina, Ana Mirabela (* 1976), rumänische Pianistin
- Dina, Carol (1937–2012), rumänischer Politiker (PCR, PRM), Abgeordneter und Senator
- Dina, Márton (* 1996), ungarischer Radrennfahrer
- Dinale, Alfredo (1900–1976), italienischer Radrennfahrer
- Dinamite, Roberto (1954–2023), brasilianischer Fußballspieler und Politiker
- Dinan, Michael (* 1998), US-amerikanischer Autorennfahrer
- Dinandt, Daniela (* 1971), deutsche Radio- und Fernsehmoderatorin
- Dinant, Jean-Marc, belgischer Datenschutzexperte
- Dinar, Nisrine (* 1988), marokkanische Stabhochspringerin
- Dīnār,ʿAlī († 1916), Sultan von Darfur
- Dinardi (1911–1996), deutscher Zauberkünstler
- DiNardo, Daniel (* 1949), US-amerikanischer Geistlicher, römisch-katholischer Erzbischof von Galveston-HoustonDaniel DiNardo (* 1949)

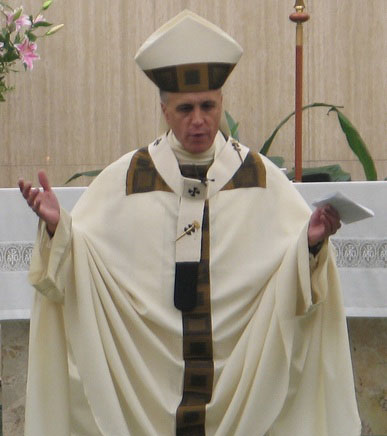
Daniel DiNardo (* 1949)

- DiNardo, Nancy, US-amerikanische Politikerin (Demokratische Partei)
- Dinarello, Charles (* 1943), US-amerikanischer Immunologe
- Dinarés, Juan (* 1969), spanischer Hockeyspieler
- Dinart, Didier (* 1977), französischer Handballspieler
- Dinas, Arley (* 1974), kolumbianischer Fußballspieler
- Dinauer, Stefan (* 1963), deutscher Fußballspieler
- Dinaux, Arthur (1795–1864), französischer Schriftsteller und Historiker
- Dinawitzer, Johann (1884–1980), österreichischer katholischer Geistlicher und Kunsthistoriker

### Dinc
- Dinç, Ayşe (* 1999), türkische Handball- und Beachhandballspielerin
- Dinç, Kemal (* 1970), türkischer Langhalslautenspieler und Komponist
- Dincă, Alexandru (1945–2012), rumänischer Handballspieler
- D’Incà, Federico (* 1976), italienischer Politiker
- Dincă, Ion (1928–2007), rumänischer Politiker
- Dincauze, Dena F. (1934–2016), US-amerikanische Archäologin
- Dinçdağ, Halil İbrahim (* 1976), türkischer Fußballschiedsrichter und Radiomoderator
- Dinçer, Ali (1945–2007), türkischer Politiker
- Dinçer, Erdinç (1935–2013), türkischer Pantomimenkünstler und Schriftsteller
- Dincer, Gökhan (* 1988), türkischer Fußballspieler
- Dinçer, Mehmet (* 1933), türkischer Fußballspieler
- Dincer, Mert (* 2003), deutscher Schauspieler
- Dinçer, Ömer (* 1956), türkischer Politiker
- Dincer, Ramazan (* 1990), deutscher Poolbillardspieler
- Dinçer, Zafer (* 1956), türkischer Fußballspieler
- Dincher, Peter (* 1966), deutscher Politiker (CDU), MdL
- Dinçkal, Noyan (* 1969), deutscher Historiker
- Dinckel, Hans, deutscher Orgelbauer und Organist
- Dinckel, Johannes (1545–1601), evangelischer Theologe, Generalsuperintendent in Coburg
- Dinckelberg, Hugo (* 1846), preußischer Leutnant, Dichter, Schriftsteller
- Dincklage, Emmy von (1825–1891), deutsche Schriftstellerin
- Dincklage, Ferdinand von (1839–1906), deutscher Reichsgerichtsrat
- Dincklage, Georg von (1825–1902), preußischer Generalleutnant
- Dincklage, Hans Günther von (1896–1974), Presseattaché
- Dincklage, Karl (1874–1930), deutscher Politiker (NSDAP)
- Dincklage, Wilken F. (1942–1994), deutscher Musiker und Radiomoderator
- Dincklage-Campe, Clara von (1829–1919), deutsche Schriftstellerin und Dichterin sowie Stiftsdame
- Dincklage-Campe, Friedrich von (1839–1918), preußischer Generalleutnant und Militärschriftsteller
- Dinckmut, Konrad, Buchdrucker in Ulm
- Dincoff, Rachel (* 1993), US-amerikanische Diskuswerferin
- Dinçöz, Petek (* 1980), türkische Pop-Sängerin, Model, Moderatorin und TV-Schauspielerin
- Dinçsoy, Asiye (* 1979), türkische Schauspielerin
- Dîncu, Vasile (* 1961), rumänischer Politiker, MdEP

### Dind
- Dind, Émile (1855–1932), Schweizer Politiker (FDP)
- Dinda, Franz (* 1983), deutscher SchauspielerFranz Dinda (* 1983)

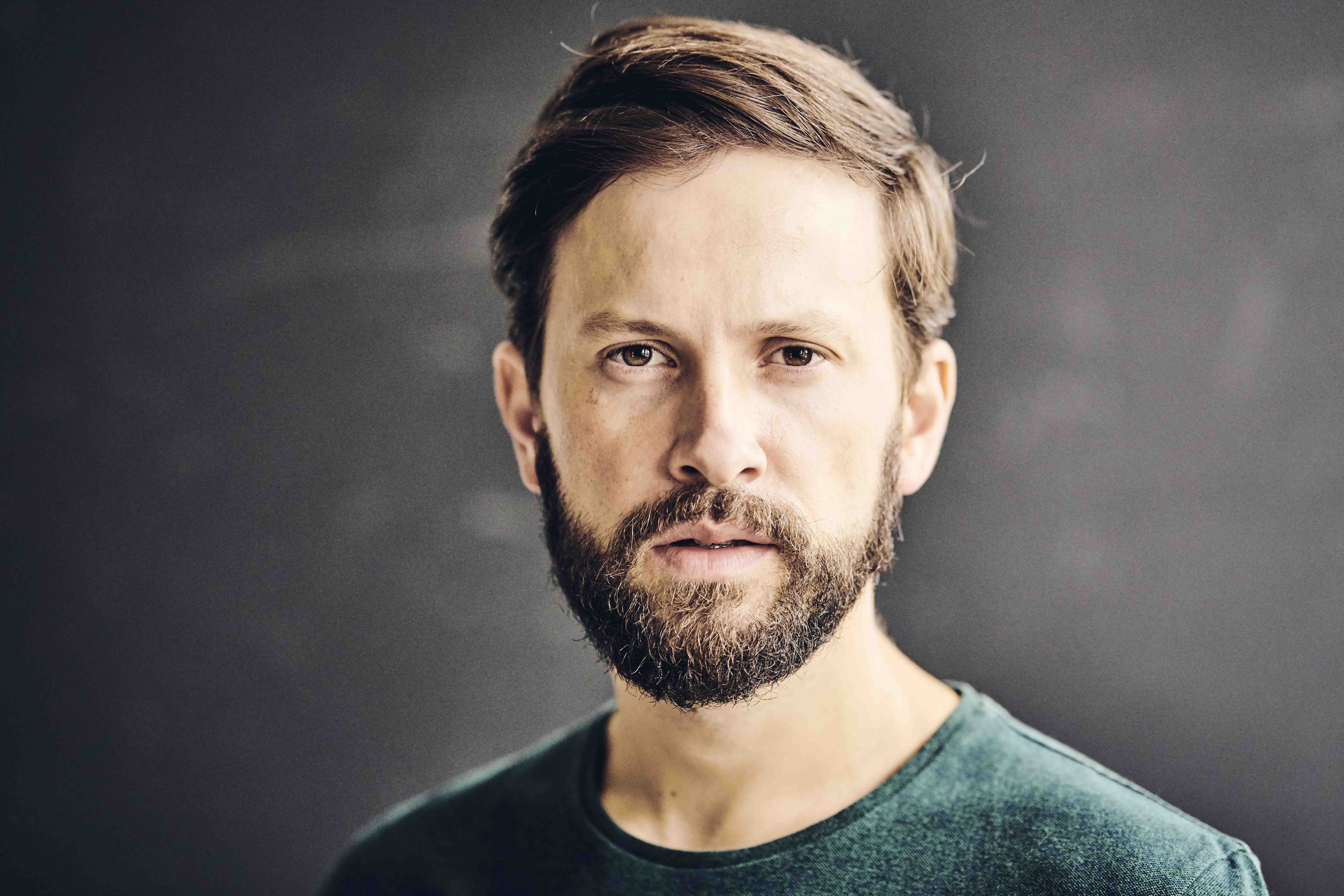
Franz Dinda (* 1983)

- Dindal, Mark, US-amerikanischer Regisseur, Animator und Synchronsprecher
- Dindane, Aruna (* 1980), ivorischer Fußballspieler
- Dindar, Fettah (* 1955), türkischer Fußballspieler
- Dindar, Selim (1960–2009), kurdischer Geschäftsmann
- Dindemüller, Eustachius (1886–1957), badischer Mundartschriftsteller
- Dinder, Julius (1830–1890), deutscher Erzbischof von Gnesen
- Dindiligan, Alexandra (* 1997), rumänische Handballspielerin
- Dindin, Tata (1965–2021), gambischer Musiker
- Đinđić, Ružica (* 1960), serbische Politikerin
- Đinđić, Zoran (1952–2003), serbischer PolitikerZoran Đinđić (1952–2003)

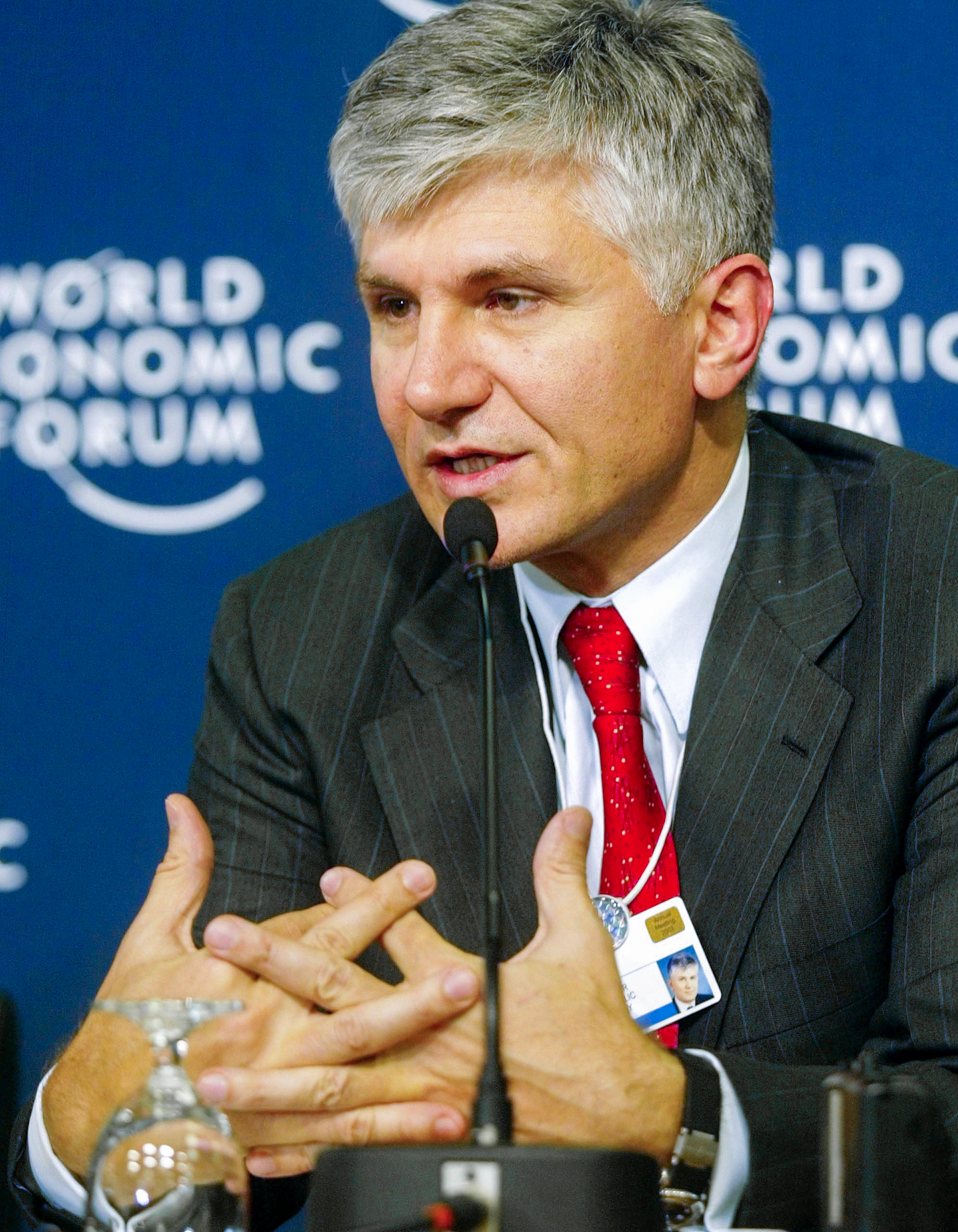
Zoran Đinđić (1952–2003)

- Dindo, Chloé Tilman, osttimoresische Diplomatin
- Dindo, Daniel (* 1972), Schweizer Chirurg
- Dindo, Richard (1944–2025), Schweizer Dokumentarfilmer italienischer Abstammung
- Dindorf, Gottlieb Immanuel (1755–1812), deutscher Sprachwissenschaftler und Theologe
- Dindorf, Ludwig (1805–1871), deutscher Klassischer Philologe
- Dindorf, Wilhelm (1802–1883), deutscher Philologe

### Dine
- Dine, Fiqri (1897–1960), Oberst und Ministerpräsident Albaniens
- Dine, Jim (* 1935), US-amerikanischer Künstler und ein Hauptvertreter der Pop-ArtJim Dine (* 1935)

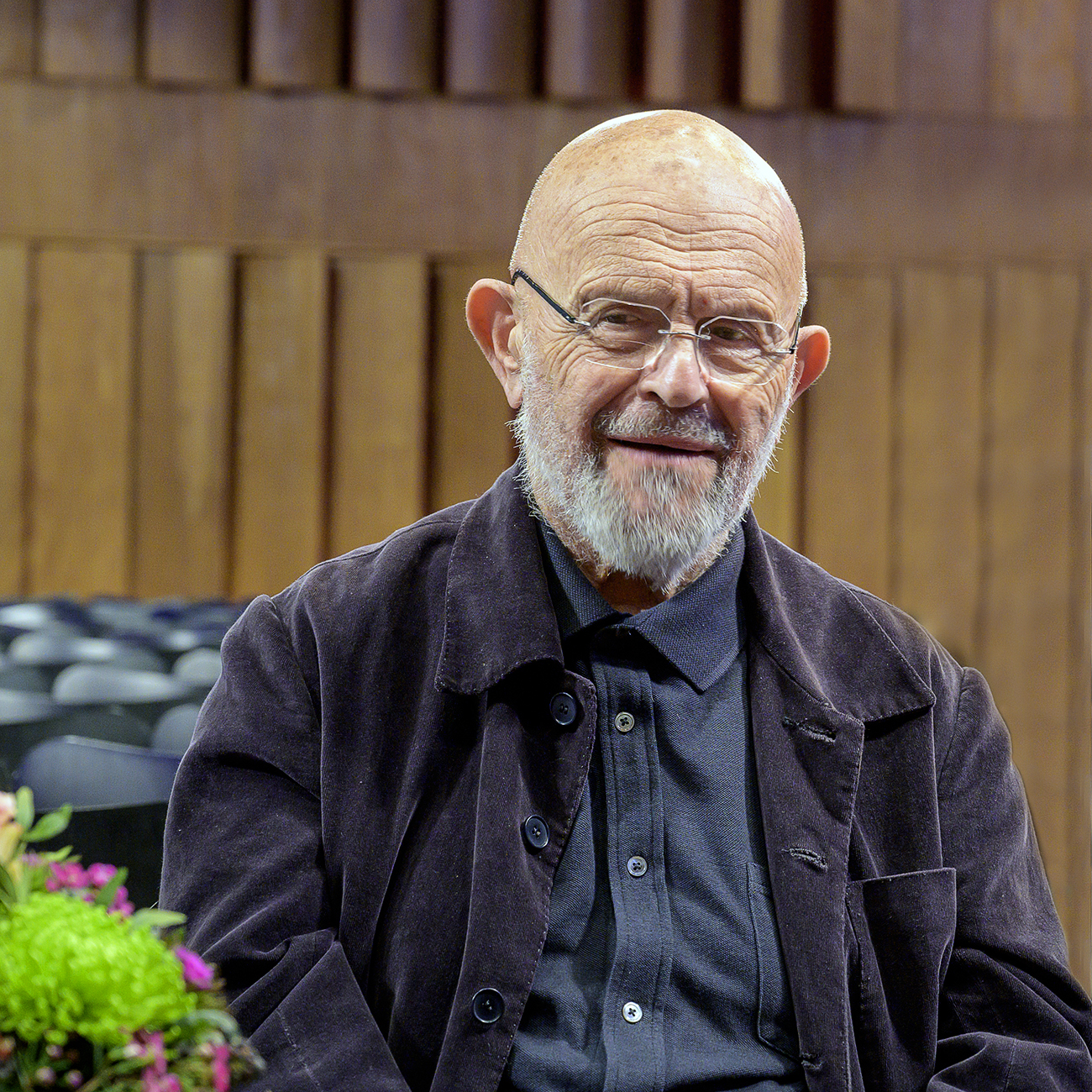
Jim Dine (* 1935)

- Dine, Michael (* 1953), US-amerikanischer Physiker
- Dine, Nancy (1937–2020), US-amerikanische Filmemacherin
- Dine, S. S. Van (1888–1939), amerikanischer Schriftsteller und Kunstkritiker
- Dinechin, Renauld de (* 1958), französischer Geistlicher und römisch-katholischer Bischof von Soissons
- Dineen, Bill (1932–2016), kanadischer Eishockeyspieler und -trainer
- Dineen, Kevin (* 1963), kanadischer Eishockeyspieler und -trainer
- Dineen, Mateo (* 1972), US-amerikanischer Künstler
- Dineen, Tracy (* 1970), englische Badmintonspielerin
- Dinehart, Alan (1889–1944), US-amerikanischer Schauspieler und Autor
- Dinekow, Petyr (1910–1992), bulgarischer Literaturhistoriker und -kritiker
- Dinelaris, Alexander, Jr., Drehbuchautor
- Dinelli, Guido (* 1869), italienischer Flugpionier und Schuhmacher
- Dinelli, Mel (1912–1991), US-amerikanischer Drehbuch- und Bühnenautor
- Diner, Dan (* 1946), deutsch-israelischer Historiker und politischer SchriftstellerDan Diner (* 1946)

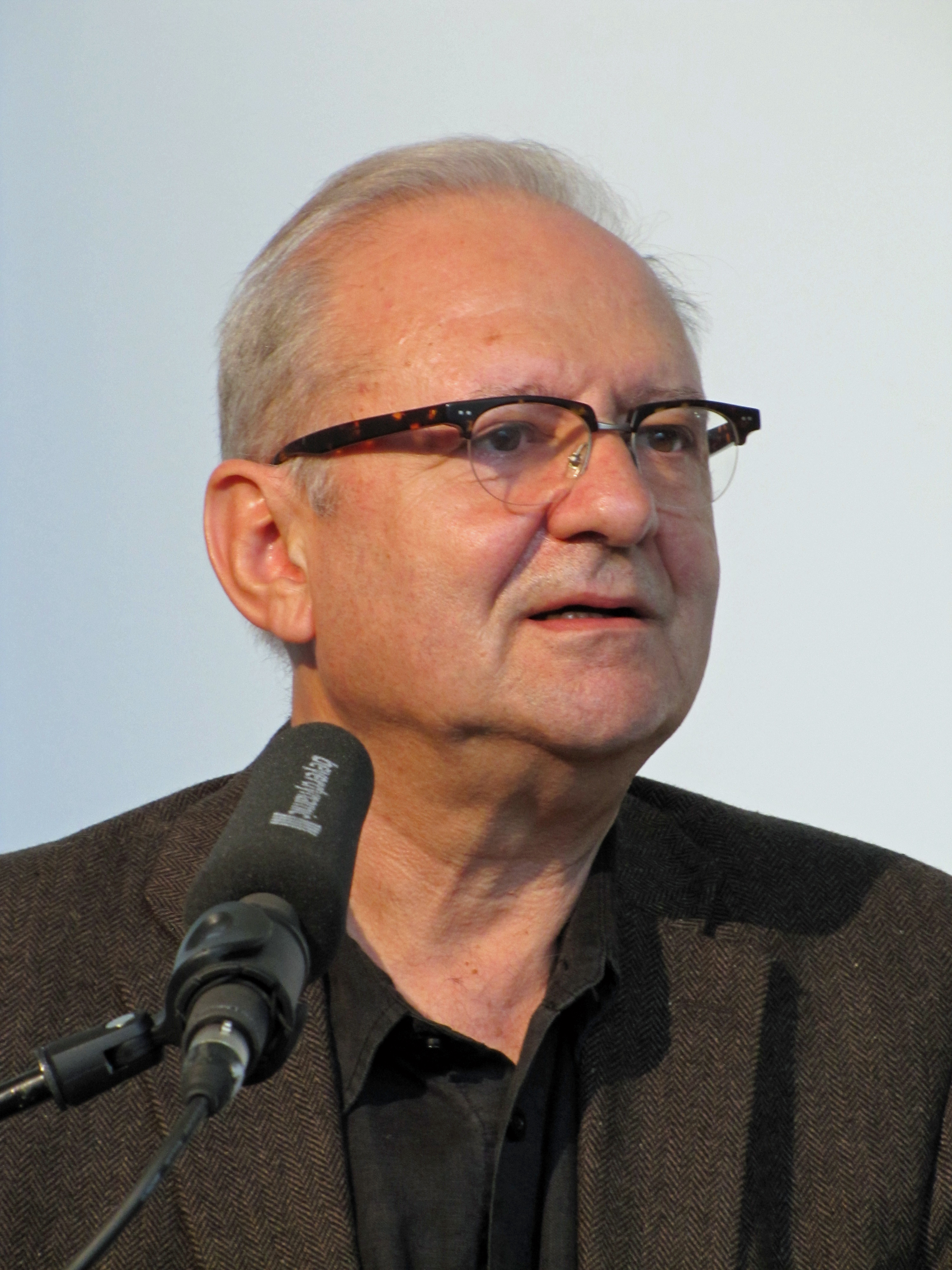
Dan Diner (* 1946)

- Dinerchtein, Viacheslav (* 1976), Schweizer Bratschist
- Dinero, D’Angelo (* 1978), US-amerikanischer Wrestler
- Dinerstein, David, US-amerikanischer Filmproduzent
- Dinerstein, Eric (* 1952), US-amerikanischer Naturschützer und Sachbuchautor
- Dines, Alberto (1932–2018), brasilianischer Journalist und Buchautor
- Dines, Gail (* 1958), britische Ärztin, Autorin und Aktivistin der Anti-Pornobewegung
- Dines, Gordon (1911–1982), britischer Kameramann
- Dinescu, Mircea (* 1950), rumänischer Dichter und Bürgerrechtler
- Dinescu, Violeta (* 1953), rumänische Pianistin, Komponistin und Hochschullehrerin
- Dinesen, Adolph Wilhelm (1807–1876), dänischer Offizier, Schriftsteller und Politiker
- Dinesen, Erling (1910–1986), dänischer sozialdemokratischer Politiker, Abgeordneter und Minister
- Dinesen, Jakob (* 1968), dänischer Jazzsaxophonist
- Dinesen, Mille (* 1974), dänische Schauspielerin
- Dinesen, Robert (1874–1972), dänischer Filmregisseur
- Dinesen, Thomas (1892–1979), dänischer Soldat der Kanadischen Armee und Autor
- Dinesen, Wilhelm (1845–1895), dänischer Offizier und Schriftsteller
- Dinesohn, Jakob (1836–1919), jiddischer Schriftsteller
- Dinet, Étienne (1861–1929), französischer Maler
- Dinetto, Lino (* 1927), italienischer Maler, Bildhauer und Zeichner
- Dineur, Fernand (1904–1956), belgischer Comic-Zeichner und Autor
- Dinev, Dimitré (* 1968), österreichischer Schriftsteller
- Dinev, Filip (* 1995), nordmazedonischer Jazzmusiker (Gitarre, Komposition)
- Dinew, Iwan (* 1978), bulgarischer Eiskunstläufer
- Dinew, Nikola (1953–2019), bulgarischer Ringer

### Ding
- Ding, einundzwanzigster König der chinesischen Zhou-Dynastie und der neunte der östlichen Zhou
- Ding Feng (190–271), Wu-General des alten China
- Ding Jiemin (* 1957), chinesischer Bauingenieur
- Ding Junhui (* 1987), chinesischer SnookerspielerDing Junhui (* 1987)

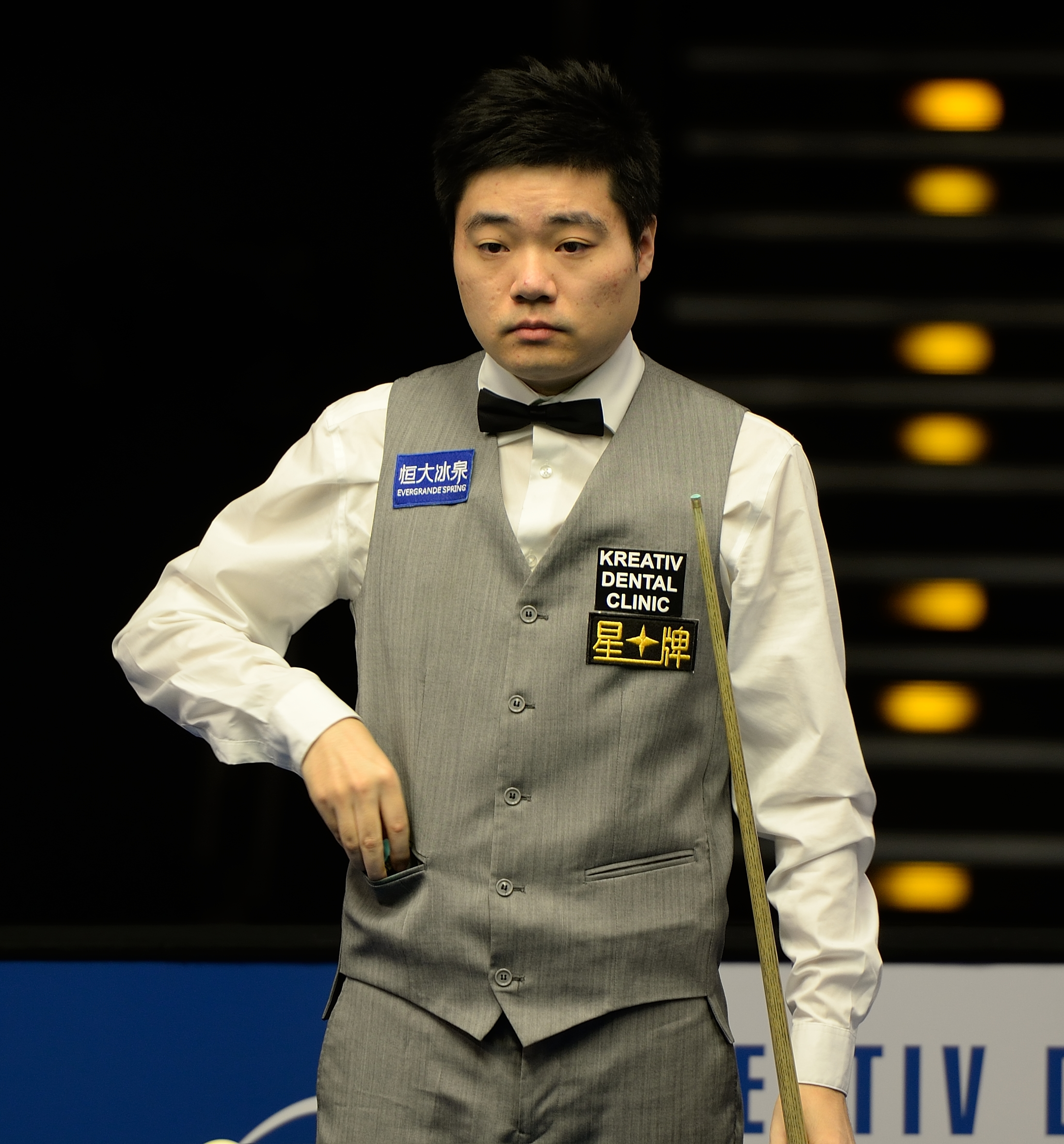
Ding Junhui (* 1987)

- Ding Ling (1904–1986), chinesische Schriftstellerin
- Ding Xuexiang (* 1962), chinesischer Politiker der Volksrepublik China
- Ding, Bangchao (* 1996), chinesischer Stabhochspringer
- Ding, Changqin (* 1991), chinesische Langstreckenläuferin
- Ding, Chao, chinesischer General
- Ding, Feng (* 1987), chinesischer Sportschütze
- Ding, Guangen (1929–2012), chinesischer Politiker
- Ding, Hongyu (* 1932), chinesischer Autor, Taiji- und Qigong-Lehrer
- Ding, Jianjun (* 1989), chinesischer Gewichtheber
- Ding, Jianxiu (1886–1944), chinesischer und mandschurischer Politiker
- Ding, Jiaxi, chinesischer Menschenrechtsaktivist
- Ding, Lei (* 1971), chinesischer Milliardär, Geschäftsmann
- Ding, Liren (* 1992), chinesischer Schachgroßmeister und Schachweltmeister (2023 bis 2024)Ding Liren (* 1992)

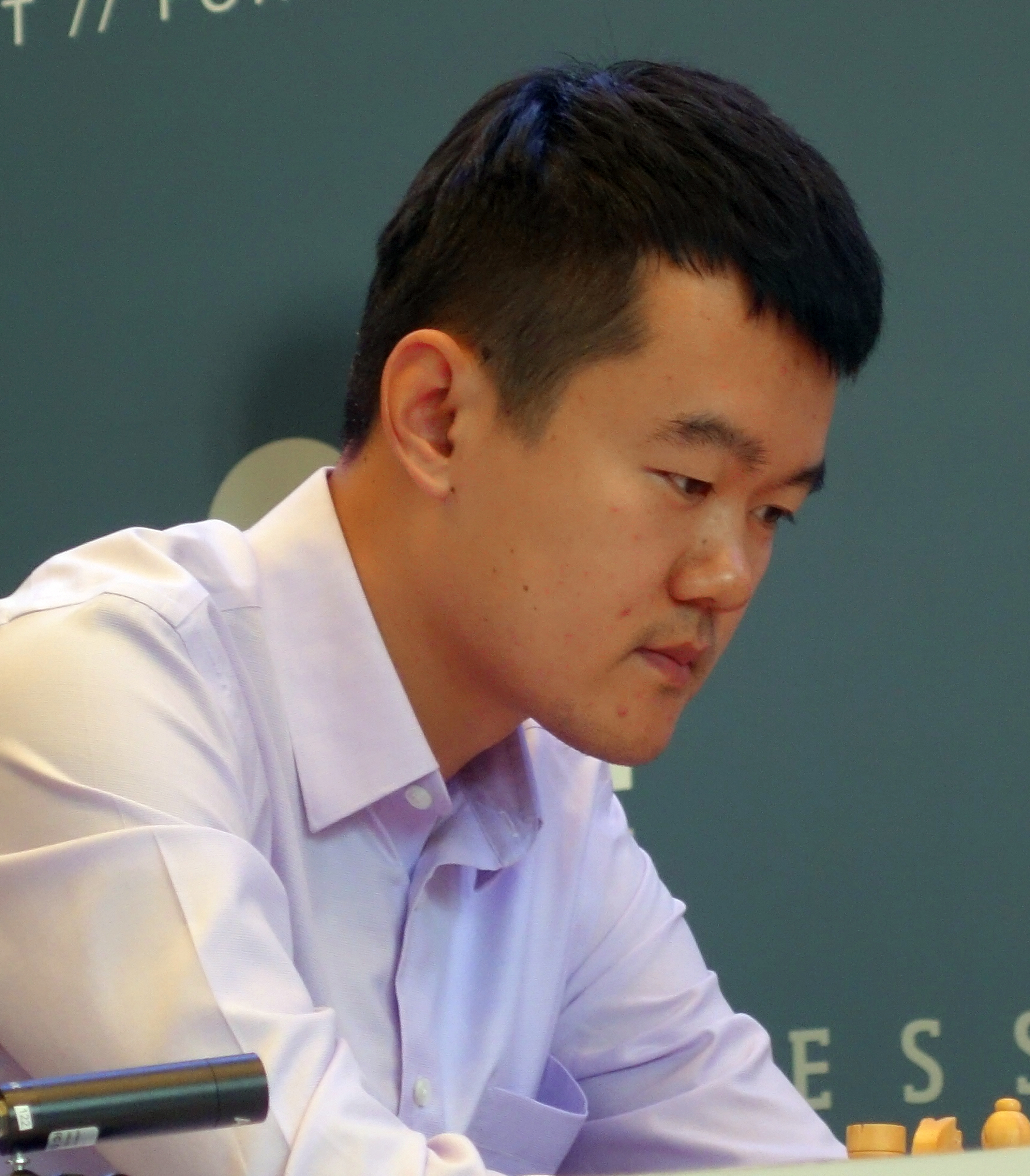
Ding Liren (* 1992)

- Ding, Meiyuan (* 1979), chinesische Gewichtheberin
- Ding, Ning (* 1990), chinesische Tischtennisspielerin
- Ding, Qiang († 1691 v. Chr.), chinesischer König der Shang-Dynastie
- Ding, Qiqing (* 1962), chinesischer Badmintonspieler
- Ding, Ruchang (1836–1895), chinesischer Offizier
- Ding, Shan-de (1911–1995), chinesischer Komponist
- Ding, Shisun (1927–2019), chinesischer Politiker in der Volksrepublik China, Mathematiker und Hochschullehrer
- Ding, Song (* 1971), chinesischer Tischtennisspieler
- Ding, Wenjiang (1888–1936), chinesischer Geologe
- Ding, Wenyuan (1889–1959), chinesischer Intellektueller, Übersetzer und Diplomat
- Ding, Xia (* 1990), chinesische Volleyballspielerin
- Ding, Xinyi (* 2004), chinesische Rhythmische Sportgymnastin
- Ding, Xuedong (* 1960), chinesischer Manager
- Ding, Yaping (* 1967), chinesisch-deutsche Tischtennisspielerin
- Ding, Yi (* 1959), chinesisch-österreichischer Tischtennisspieler
- Ding, Yihui (* 1938), chinesischer Meteorologe und Klimawissenschaftler
- Ding, Yuan († 189), Gouverneur der chinesischen Han-Dynastie
- Ding, Yuhuan (* 2003), chinesische Biathletin
- Ding, Zilin (* 1936), chinesische Menschenrechtsaktivistin, Gründerin der Tian'anmen-Mütter
- Ding-Schuler, Erwin (1912–1945), deutscher KZ-ArztErwin Ding-Schuler (1912–1945)

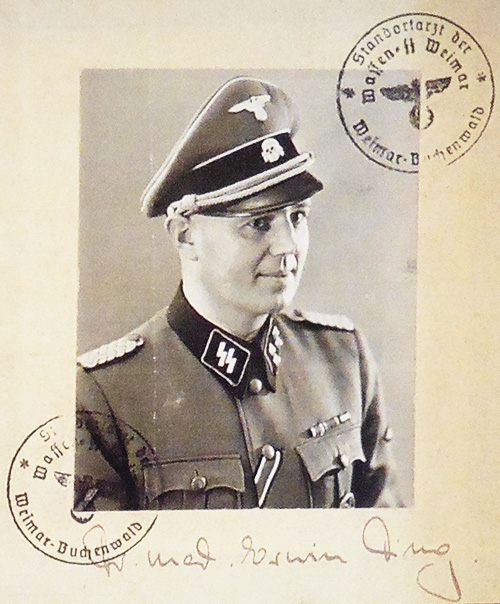
Erwin Ding-Schuler (1912–1945)

- Dinga, Dominik (* 1998), serbischer Fußballspieler
- Dingane († 1840), König der Zulu
- Dingel, Daniel (1928–2010), philippinischer Erfinder
- Dingel, Irene (* 1956), deutsche Kirchenhistorikerin und evangelische Theologin
- Dingel, Joachim (* 1938), deutscher Altphilologe
- Dingeldein, Heinrich J. (* 1953), deutscher Sprach- und Kulturwissenschaftler
- Dingeldein, Ludwig (1855–1931), preußischer General der Infanterie
- Dingeldein, Margaret (* 1980), US-amerikanische Wasserballspielerin
- Dingeldein, Otto (1861–1951), deutscher Philologe, Gymnasialprofessor und Fachbuchautor
- Dingeldein, Otto (1915–1981), deutscher Marineoffizier, zuletzt Flottillenadmiral der Bundesmarine
- Dingeldein, Willem Hendrik (1894–1953), niederländischer Regionalhistoriker, Volkskultur- und Sprachforscher
- Dingeldey, Alfred (1894–1949), deutscher Politiker (CDU), MdL
- Dingeldey, Eduard (1886–1942), deutscher Politiker (DVP), MdR, Partei- und Fraktionsvorsitzender
- Dingeldey, Friedrich (1859–1939), deutscher Mathematiker
- Dingeldey, Georg (1792–1856), hessischer Offizier, zuletzt Generalmajor
- Dingeldey, Hugo (1875–1954), deutscher Pädagoge und Gymnasiallehrer
- Dingeldey, Ronald (1930–2016), deutscher Präsident des Fernmeldetechnischen Zentralamtes in Darmstadt
- Dingell, Debbie (* 1953), US-amerikanische Politikerin der Demokratischen Partei
- Dingell, John junior (1926–2019), US-amerikanischer Politiker
- Dingell, John senior (1894–1955), US-amerikanischer Politiker
- Dingelstad, Hermann Jakob (1835–1911), deutscher Theologe und katholischer Bischof von Münster
- Dingelstädt, Levin August von (1718–1807), preußischer Oberst, Chef des Husarenregiments Nr. 4
- Dingelstedt, Franz von (1814–1881), deutscher Dichter und TheaterintendantFranz von Dingelstedt (1814–1881)

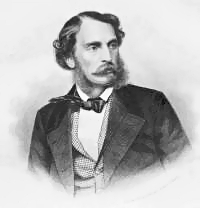
Franz von Dingelstedt (1814–1881)

- Dingemann, Rüdiger (1951–2024), deutscher Autor
- Dingemanse, Niels (* 1974), niederländischer Ornithologe
- Dingens, Peter (1935–2025), deutscher Botschafter
- Dinger, Derek (* 1987), deutscher Eishockeyspieler
- Dinger, Dörte (* 1981), deutsche Politologin
- Dinger, Fritz (1827–1904), deutscher Maler und Kupferstecher der Düsseldorfer Schule
- Dinger, Fritz (1915–1943), deutscher Jagdflieger
- Dinger, Hans (1927–2010), deutscher Manager
- Dinger, Hugo (1865–1941), deutscher Dramaturg, Theaterleiter und Literaturwissenschaftler
- Dinger, Klaus (1946–2008), deutscher Musiker
- Dinger, Marlon (* 2001), deutscher Fußballspieler
- Dinger, Meike (* 1987), deutsche Fußballspielerin
- Dinger, Otto (1860–1928), deutscher Porträt-, Genre- und Landschaftsmaler sowie Grafiker und Illustrator
- Dinger, Werner (1924–2012), deutscher Eisenbahner, Träger der Ehrennadel des Landes Rheinland-Pfalz
- Dingerdissen, Kurt (1907–1994), preußischer Landrat und Verwaltungsjurist
- Dingerkus, Stephan (1807–1872), deutscher Richter und preußischer Abgeordneter
- Dingermann, Theodor (* 1948), deutscher Pharmazeut, Hochschullehrer in Frankfurt am Main
- Dingert, Christian (* 1980), deutscher FußballschiedsrichterChristian Dingert (* 1980)

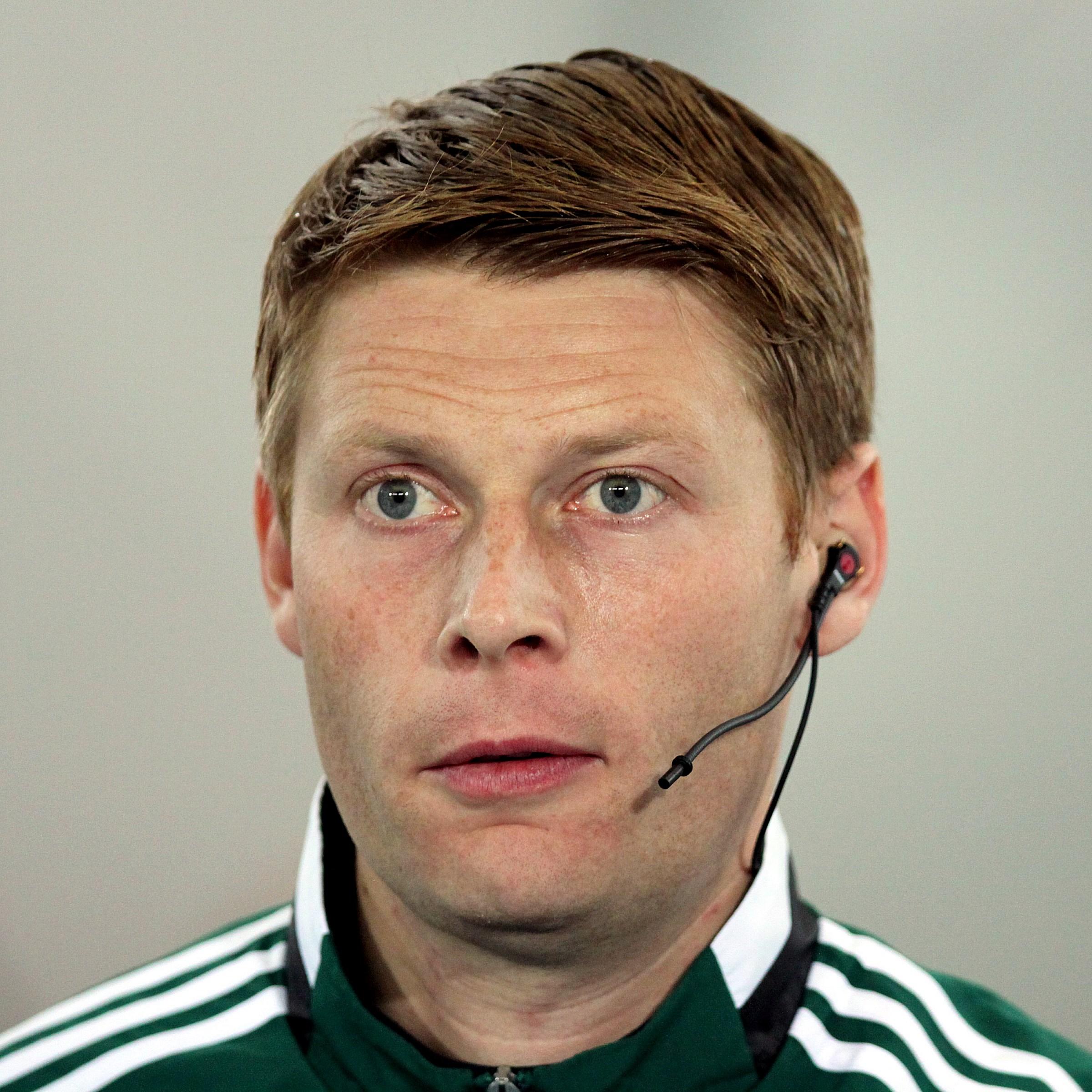
Christian Dingert (* 1980)

- Dinges, Astrid (* 1939), deutsche Lehrerin, Literaturwissenschaftlerin und Autorin
- Dinges, Erich (1911–1953), deutscher Kriegsverbrecher und Angehöriger der Lager-SS im KZ Auschwitz
- Dinges, Georg (1891–1932), russischer Germanist
- Dinges, Martin (* 1953), deutscher Archivar und Historiker
- Dinges, Peter (* 1961), deutscher Jurist und Kulturmanager, Vorstand der Filmförderungsanstalt (FFA)
- Dinges, Philipp (* 1985), deutscher Handballschiedsrichter
- Dinges-Dierig, Alexandra (* 1953), deutsche Volkswirtin und Politikerin (CDU), MdHB, MdB
- Dingfelder, Johannes (1867–1945), deutscher Arzt und völkischer Politiker
- Dinghas, Alexander (1908–1974), deutscher Mathematiker
- Dinghofer, Franz (1873–1956), österreichischer Richter und PolitikerFranz Dinghofer (1873–1956)

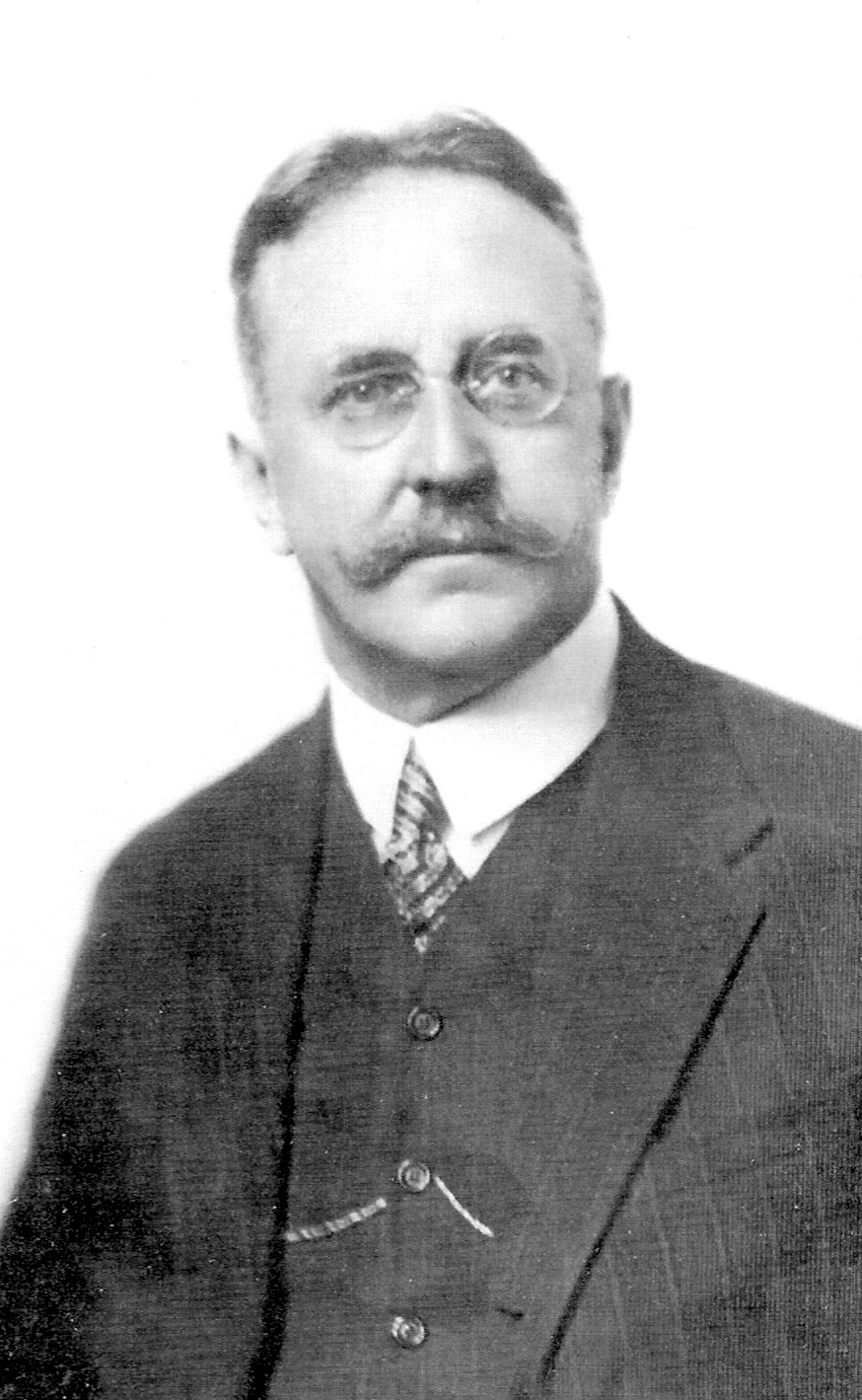
Franz Dinghofer (1873–1956)

- Dingilius-Wallace, Shawn (* 1994), palauischer Schwimmer
- Dingiswayo, Oberhaupt des Mthethwa-Konföderation
- Dingle, Charles (1887–1956), US-amerikanischer Schauspieler
- Dingle, Herbert (1890–1978), englischer Astrophysiker und Naturphilosoph
- Dingle, John Holmes (1908–1973), US-amerikanischer Mediziner
- Dingle, Robert Balson (1926–2010), britischer theoretischer Physiker und Hochschullehrer
- Dingle, Ryan (* 1984), US-amerikanischer Eishockeyspieler
- Dingledine, Paul Stewart (1946–2014), kanadischer Diplomat
- Dingler, Christian (1802–1858), deutscher Mechaniker und Unternehmer, Gründer der Dinglerwerke in Zweibrücken
- Dingler, Emil Maximilian (1806–1874), deutscher Chemiker und Fabrikant
- Dingler, Hermann (1846–1935), deutscher Botaniker
- Dingler, Hugo (1881–1954), deutscher Philosoph und Wissenschaftstheoretiker
- Dingler, Johann Gottfried (1778–1855), deutscher Chemiker und Fabrikant
- Dingler, Johann Gottfried (1803–1875), deutscher Jurist und Mitglied des Bayerischen Landtags
- Dingler, Karl (1900–1950), deutscher Anarchosyndikalist
- Dingler, Karl-Heinz (* 1944), deutscher Autor, Verleger und Komponist
- Dingler, Max (1872–1945), deutscher Jurist und Leiter des Landesfinanzamtes Würzburg
- Dingler, Max (1883–1961), deutscher Zoologe und Mundartdichter
- Dingler, Peter (* 1944), deutscher Rechtsanwalt und Kommunalpolitiker (SPD)
- Dingler, Wilhelm (1869–1932), deutscher Politiker (DNVP; Bauern- und Weingärtnerbund), MdR
- Dingley, Joan (1916–2008), neuseeländische Botanikerin und Mykologin
- Dingley, Nelson (1832–1899), US-amerikanischer Politiker
- Dingley, Oliver (* 1992), englisch-irischer Wasserspringer
- Dingli, Adrian (1817–1900), maltesischer Politiker
- Dinglinger, Georg Christoph (1668–1745), sächsischer Hofjuwelier
- Dinglinger, Georg Friedrich (1666–1720), deutscher Kunstmaler und Emailleur am Hof von Dresden
- Dinglinger, Georg Friedrich (1702–1785), deutscher Festungsbaumeister
- Dinglinger, Johann Melchior (1664–1731), deutscher HofgoldschmiedJohann Melchior Dinglinger (1664–1731)

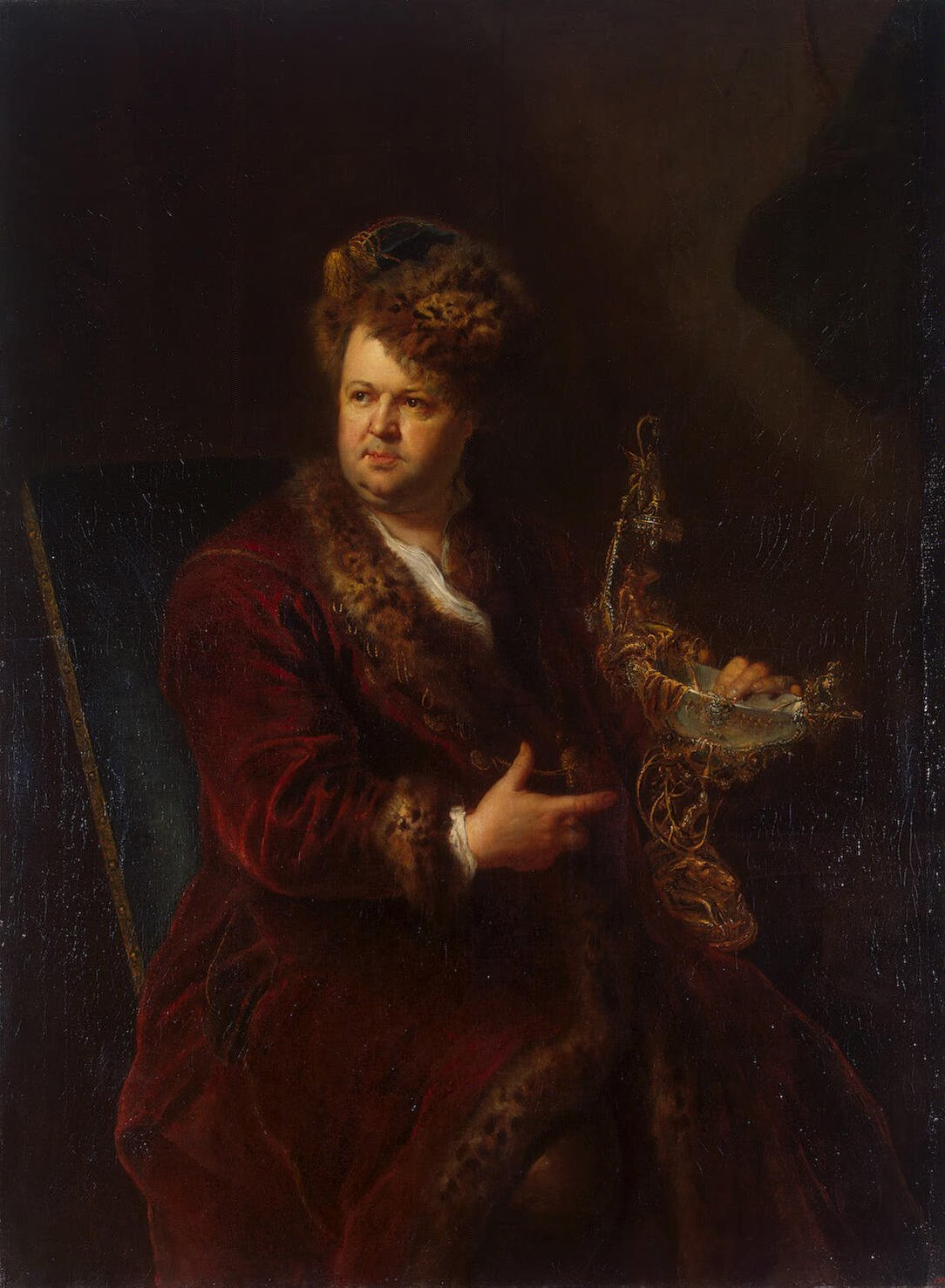
Johann Melchior Dinglinger (1664–1731)

- Dinglinger, Sophie Friederike († 1791), deutsche Miniaturmalerin
- Dinglreiter, Adolf (1935–2024), deutscher Kommunal- und Landespolitiker (CSU), MdL
- Dinglreiter, Senta (1893–1969), deutsche Schriftstellerin
- Dingman, Chris (* 1976), kanadischer Eishockeyspieler
- Dingman, Chris (* 1980), US-amerikanischer Jazzmusiker und Komponist
- Dingman, Maurice John (1914–1992), US-amerikanischer Geistlicher, Bischof von Des Moines
- Dingo, Ernie (* 1956), australischer Schauspieler, Moderator und Basketballspieler
- Dingsdag, Michael (* 1982), niederländischer Fußballspieler
- Dingus, Lowell (* 1951), US-amerikanischer Paläontologe
- Dingwell, Donald B. (* 1958), kanadischer Geologe und Hochschullehrer
- Dingwell, Joyce (1908–1997), australische Autorin
- Dingwort-Nusseck, Julia (1921–2025), deutsche Wirtschaftsjournalistin, erste Präsidentin der Landeszentralbank NiedersachsenJulia Dingwort-Nusseck (1921–2025)

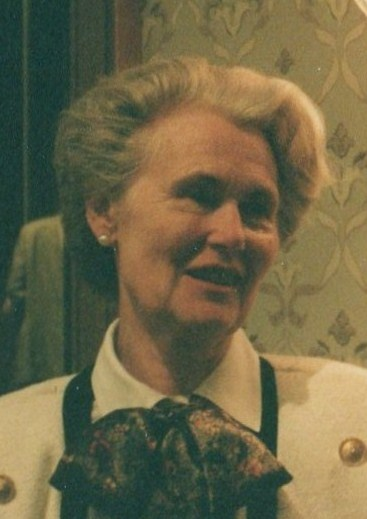
Julia Dingwort-Nusseck (1921–2025)

### Dinh
- Đinh Bộ Lĩnh (924–979), vietnamesischer Politiker und Staatsbegründer
- Đinh Đức Đạo, Joseph (* 1945), vietnamesischer Geistlicher und emeritierter römisch-katholischer Bischof von Xuân Lộc
- Đinh Thanh Trung (* 1988), vietnamesischer Fußballspieler
- Đinh Xuân Việt (* 1983), vietnamesischer Fußballspieler
- Dinh, Linh (* 1963), vietnamesisch-amerikanischer Autor, Übersetzer und Fotograf
- Dinh, Minh-Hoang (* 1993), deutscher Schauspieler
- Dinh, Vu (* 1980), deutscher Schauspieler
- Dinh-Robic, Mylène (* 1979), kanadische Schauspielerin
- Dinham, Matthew (* 2000), australischer Radrennfahrer
- Dinhobl, Franz (* 1961), österreichischer Politiker (ÖVP), Landtagsabgeordneter
- Dinhof, Herbert (1933–2011), österreichischer Politiker (SPÖ), Landtagsabgeordneter

### Dini
- Dini, Armando (* 1932), italienischer Geistlicher, emeritierter römisch-katholischer Erzbischof von Campobasso-Boiano
- Dini, Dino (* 1965), britischer Computerspiele-Entwickler
- Dini, Houmed Mohamed (* 1953), dschibutischer Politiker
- Dini, Lamberto (* 1931), italienischer Politiker
- Dini, Nh. (1936–2018), indonesische Schriftstellerin
- Dini, Paul (* 1957), US-amerikanischer Fernsehproduzent animierter Cartoons
- Dini, Spartaco (1943–2019), italienischer Rennfahrer
- Dini, Torquato (1893–1934), italienischer Geistlicher, römisch-katholischer Erzbischof und Diplomat des Heiligen Stuhls
- Dini, Ulisse (1845–1918), italienischer Mathematiker und Politiker
- Dinić, Dragoljub M. (1881–1966), serbischer und jugoslawischer General
- Dinić, Marko (* 1988), serbischer Autor
- Dinică, Gheorghe (1934–2009), rumänischer Schauspieler
- Dinichert, Constant (1832–1916), Schweizer Uhrenfabrikant und Politiker
- Dinichert, Paul (1878–1954), Schweizer Diplomat
- Dinicol, Joe (* 1983), kanadischer SchauspielerJoe Dinicol (* 1983)

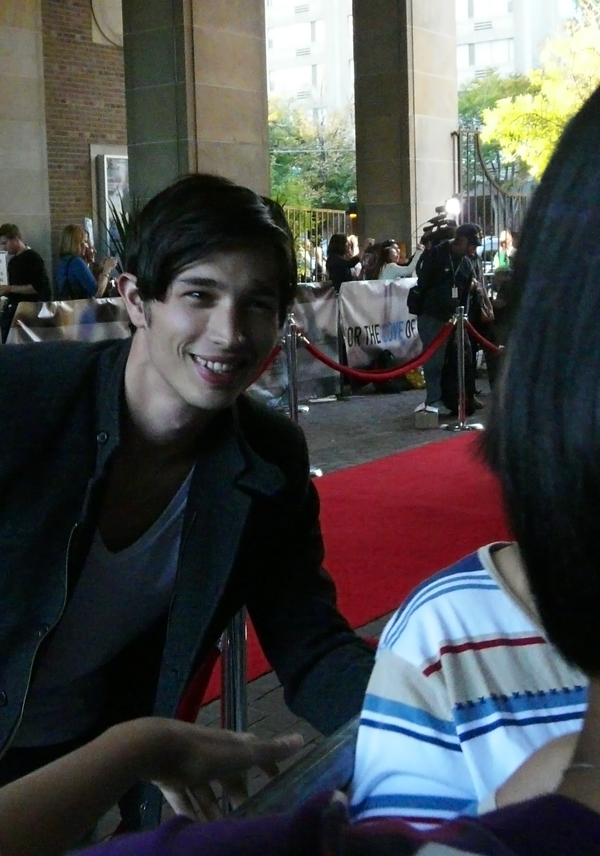
Joe Dinicol (* 1983)

- Dinicu, Grigoraș (* 1889), rumänischer Komponist und Violinist mit Roma-Abstammung
- Dinis, Alfredo (1917–1945), portugiesischer Kommunist und Widerstandskämpfer
- Dinis, Álvaro, portugiesischer Kaufmann, Münzmeister und Funktionär jüdischer Gemeinden
- Dinis, Júlio (1839–1871), portugiesischer Arzt und Schriftsteller
- Dinitz, Jeff (* 1952), US-amerikanischer Mathematiker
- Dinitz, Simcha (1929–2003), israelischer Politiker
- Dinitz, Simon (1926–2007), US-amerikanischer Soziologe und Kriminologe
- Dinius, Laimontas (* 1962), litauischer Komponist, Sänger und Politiker (Seimas)
- Diniyev, Şahin (* 1966), aserbaidschanischer Fußballspieler und -trainer
- Diniz Rocha, Jacy (* 1958), brasilianischer Geistlicher, römisch-katholischer Bischof von São Luíz de Cáceres
- Diniz, Alex (* 1985), brasilianischer Radrennfahrer
- Diniz, André (* 1975), brasilianischer Comiczeichner
- Diniz, Debora (* 1970), brasilianische Anthropologin, Bioethikerin, Menschenrechtsaktivistin und Hochschullehrerin
- Diniz, Fabiana (* 1981), brasilianische Handballspielerin
- Diniz, Fernando (* 1974), brasilianischer Fußballspieler und -trainer
- Diniz, Luciana (* 1970), brasilianische Springreiterin
- Diniz, Marcus (* 1987), brasilianischer Fußballspieler
- Diniz, Pedro (* 1970), brasilianischer Formel-1-RennfahrerPedro Diniz (* 1970)

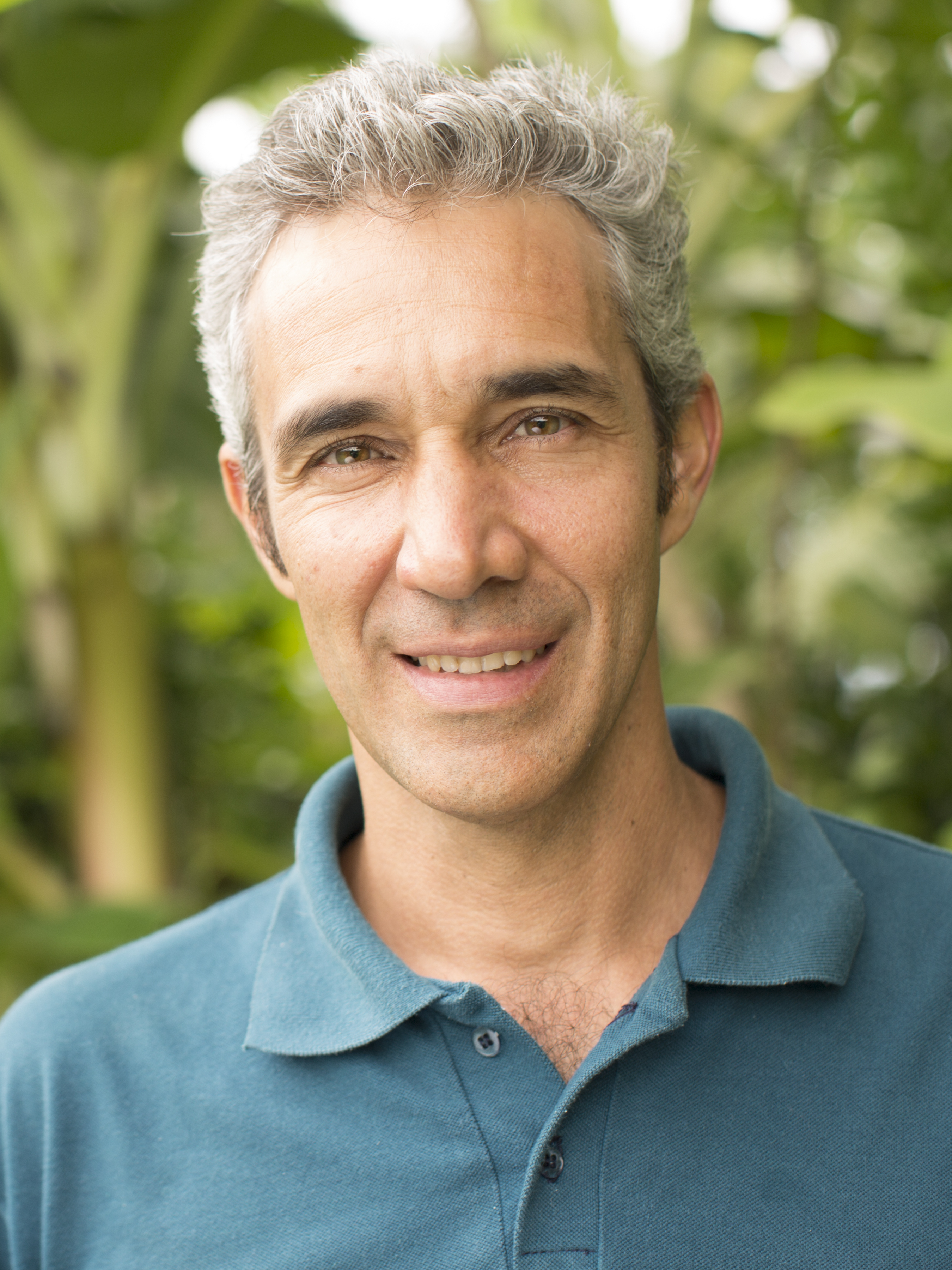
Pedro Diniz (* 1970)

- Diniz, Yohann (* 1978), französischer Geher

### Dink
- Dink, Arat (* 1979), türkisch-armenischer Journalist und Chefredakteur der Agos
- Dink, Hrant (1954–2007), armenisch-türkischer Journalist und Herausgeber
- Dinka, Tesfaye (1939–2016), äthiopischer Politiker, Premierminister von Äthiopien
- D’Inka, Werner (* 1954), deutscher Journalist und Publizist
- Dinkçi, Eren (* 2001), deutsch-türkischer FußballspielerEren Dinkçi (* 2001)

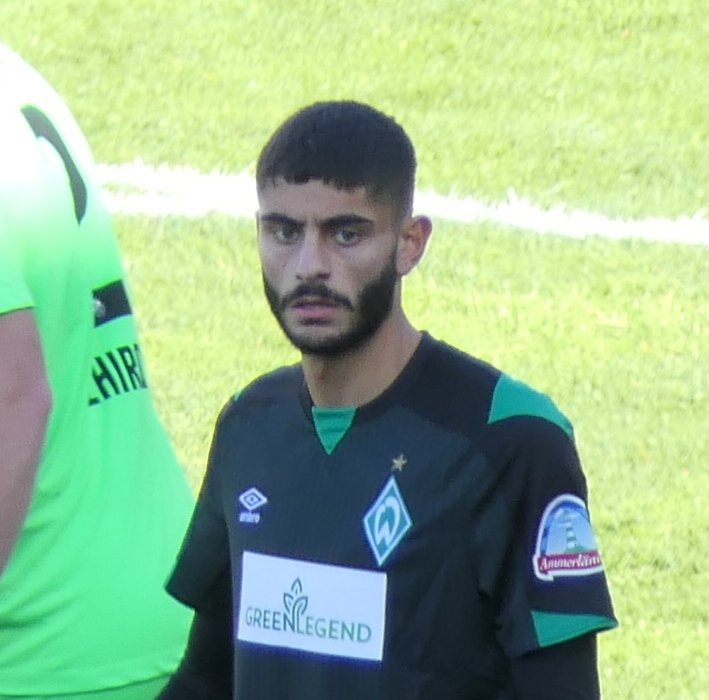
Eren Dinkçi (* 2001)

- Dinkel, Christoph (* 1963), deutscher evangelischer Theologe
- Dinkel, Fredy (* 1957), Schweizer Politiker (GP)
- Dinkel, Hedwig (1885–1977), erste staatlich geprüfte Ärztin in Württemberg
- Dinkel, Hermann (1901–1958), deutscher Landrat
- Dinkel, Jörg (* 1969), deutscher Journalist und Rundfunkmoderator
- Dinkel, Ludwig (1933–2004), deutscher Landwirt und Politiker (CSU)
- Dinkel, Markus (1762–1832), Schweizer Porträtmaler
- Dinkel, Nico (* 1989), schauspielende nonbinäre Person
- Dinkel, Nicole (* 1985), Schweizer Handballspielerin
- Dinkel, Pankratius von (1811–1894), Bischof von Augsburg
- Dinkel, Philipp (1894–1987), deutscher NS-Funktionär und Politiker
- Dinkel, Reiner (1946–2010), deutscher Bevölkerungswissenschaftler
- Dinkelacker, Paul (1873–1958), deutscher Industrie-Manager
- Dinkelacker, Wilhelm Friedrich (1806–1884), deutscher Lehrer und Abgeordneter im württembergischen Landtag
- Dinkelaker, Veit, deutscher evangelischer Theologe, Pädagoge und Museumsdirektor
- Dinkelbach, Heinrich (1891–1967), deutscher Industriemanager
- Dinkelbach, Mirjam (* 1959), deutsche Ordensschwester, Altäbtissin von Marienkron
- Dinkelbach, Werner (1934–2011), deutscher Ökonom
- Dinkelborg, Edilbert (1918–1991), deutscher Ordensgeistlicher, römisch-katholischer Bischof von Oeiras-Floriano
- Dinkelkamp, Sepp (1907–1984), Schweizer Radrennfahrer
- Dinkelmann, Edith (1896–1984), deutsche Architektin
- Dinkelmann, Fritz H. (* 1950), Schweizer Journalist und Schriftsteller
- Dinkelmann, Richard (1868–1942), deutscher Offizier, Militärberater
- Dinkelmann, Thomas (* 1959), deutscher Politiker (parteilos)
- Dinkelsbühl, Johannes von (1370–1465), deutscher Physiker, Professor und Rektor an der Universität Wien
- Dinkesa, Abebe (* 1984), äthiopischer Langstreckenläufer
- Dinkgrefe, Bernhard (1858–1931), römisch-katholischer Prälat und Mitglied der Hamburgischen Bürgerschaft
- Dinkha IV. (1935–2015), irakisch-US-amerikanischer Katholikos-Patriarch der „Heiligen Katholischen Apostolischen Assyrischen Kirche des Ostens“
- Dinkhauser, Fritz (* 1940), österreichischer Politiker (ÖVP), Landtagsabgeordneter
- Dinkhauser, Josef (1890–1951), österreichischer Buchbindermeister und Politiker (ÖVP), Abgeordneter zum Nationalrat
- Dinkheller, Kyle (1975–1998), US-amerikanischer Polizist
- Dinkić, Mlađan (* 1964), serbischer Politiker und Minister
- Dinkins, Carol E. (* 1945), US-amerikanische Juristin
- Dinkins, David (1927–2020), US-amerikanischer Politiker, erster afroamerikanischer Bürgermeister New YorksDavid Dinkins (1927–2020)

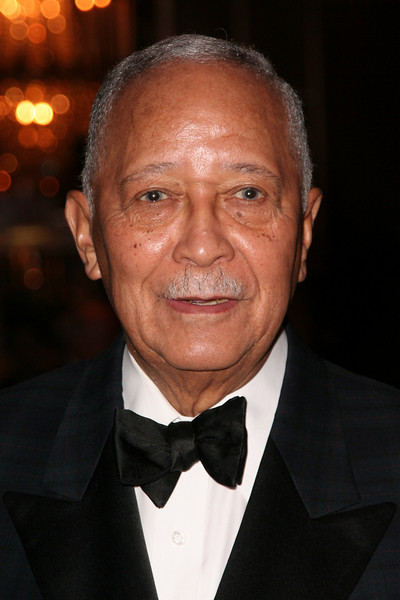
David Dinkins (1927–2020)

- Dinkjian, Ara (* 1958), amerikanischer Musiker
- Dinkla, Hermann (* 1943), deutscher Politiker (CDU), MdL
- Dinkla, Söke (* 1962), deutsche Kunsthistorikerin und Direktorin des Lehmbruck-Museums in Duisburg
- Dinklage, Carl (1868–1941), deutscher Industrieller und Vorstandsvorsitzender der Oldenburger Glashütte
- Dinklage, Erna (1895–1991), deutsche Malerin der Neuen Sachlichkeit und der Arte Cifra
- Dinklage, Georg (1849–1926), deutscher Architekt
- Dinklage, Karl (1907–1987), deutscher Archivar, Historiker und Konservator
- Dinklage, Peter (* 1969), US-amerikanischer Film- und TheaterschauspielerPeter Dinklage (* 1969)

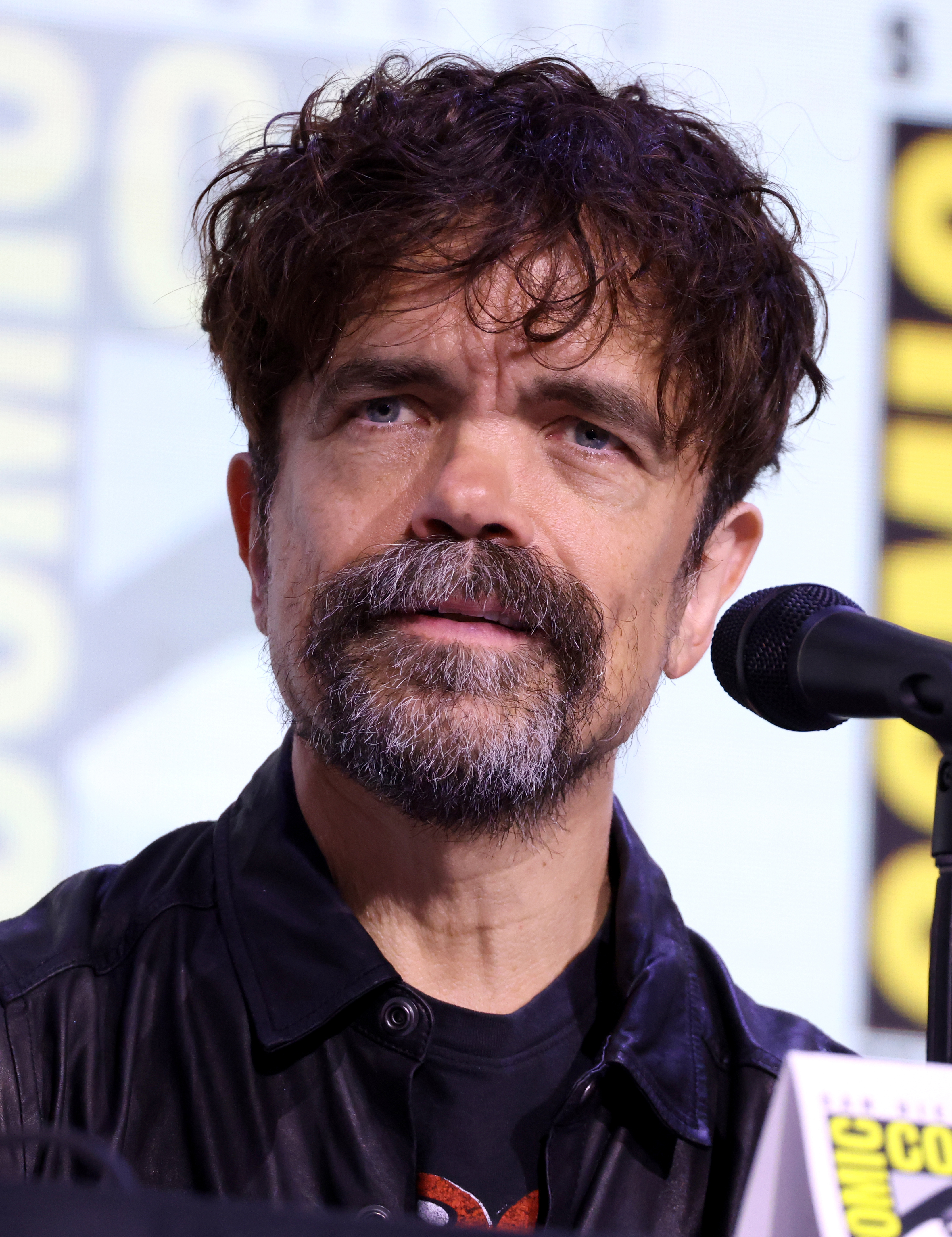
Peter Dinklage (* 1969)

- Dinkler, Erich (1909–1981), deutscher Evangelischer Theologe und Christlicher Archäologe
- Dinkler, Oskar (1861–1922), deutscher Apotheker, Chemiker

### Dinl
- Dinler, İsmail (* 1984), türkischer Fußballspieler

### Dinn
- Dinn, Jim (* 1960), kanadischer Politiker
- Dinnage, Jessica (* 1993), dänische Filmschauspielerin
- Dinnayi, Mirza, irakischer Schriftsteller jesidischer Herkunft und Jesiden-Experte
- Dinné, Ignaz (* 1971), deutscher Jazzmusiker (Altsaxophon, Komposition)
- Dinné, Olaf (* 1935), deutscher Politiker (SPD, dann Bremer Grüne Liste), MdBB
- Dinnebier, Antonia (* 1958), deutsche Landschaftsplanerin und Autorin
- Dinnebier, Johannes (1927–2021), deutscher Lichtplaner
- Dinnendahl, Franz (1775–1826), Konstrukteur der ersten Dampfmaschine im Ruhrgebiet
- Dinnendahl, Johann (1780–1849), deutscher Konstrukteur und Unternehmer zur Zeit der frühen industriellen Revolution
- Dinnendahl, Ludwig (1941–2014), deutscher Bildhauer
- Dinner, Konrad (* 1540), Jurist und Humanist
- Dinner, Michael (* 1974), Schweizer Panflötist, Panflötenbauer und Musikverleger
- Dinnerstein, Dorothy (1923–1992), US-amerikanische Psychoanalytikerin
- Dinnerstein, Leonard (1934–2019), US-amerikanischer Historiker
- Dinnerstein, Simone (* 1972), US-amerikanische Pianistin
- Dinnes, Manfred G. (1950–2012), deutscher Maler
- Dinnies, Johann Albert (1727–1801), deutscher Politiker, Bürgermeister von Stralsund (1778–1801)
- Dinnik, Alexander Nikolajewitsch (1876–1950), sowjetisch-ukrainischer Ingenieurwissenschaftler für Mechanik
- Dinnikova, Olga (* 1985), lettisch-schweizerische Schauspielerin, Regisseurin und Drehbuchautorin
- Dinning, Mark (1933–1986), US-amerikanischer Popsänger
- D’Innocenzo, Damiano (* 1988), italienischer Filmregisseur und Drehbuchautor
- D’Innocenzo, Fabio (* 1988), italienischer Filmregisseur und Drehbuchautor
- Dinnyés, Lajos (1901–1961), ungarischer Politiker

### Dino
- Dino 7 Cordas (1918–2006), brasilianischer Gitarrist
- Dino del Garbo († 1327), italienischer Arzt und Philosoph
- Dino, Abidin (1913–1993), türkischer Maler, Bildhauer und Regisseur
- Dino, Gerald (1940–2020), US-amerikanischer Geistlicher und ruthenisch griechisch-katholischer Bischof von Phoenix
- Dino, Güzin (1910–2013), türkische Linguistin, Literaturwissenschaftlerin, Übersetzerin und Schriftstellerin
- Dîno, Hozan (* 1969), kurdischer Musiker
- Dino, Kenny (1942–2009), US-amerikanischer Sänger
- Dino, Sabri (1942–1990), türkischer Fußballspieler und Unternehmer
- Dinoire, Isabelle (1967–2016), französische Frau, erste Patientin mit gelungener Gesichtstransplantation
- Dinon von Kolophon, antiker griechischer Historiker
- DiNorscio, Jackie (1940–2004), US-amerikanischer Mobster
- Dinort, Oskar (1901–1965), deutscher Luftwaffenoffizier im Zweiten Weltkrieg und Ritterkreuzträger
- Dinos (* 1993), französischer Rapper
- Dinos-Maler, griechischer Vasenmaler
- Dinou, Julien (1895–1983), Schweizer Maler, Schauspieler, Regisseur, Bühnenleiter, Schriftsteller und Unternehmer
- DiNovi, Gene (* 1928), US-amerikanischer Jazzpianist
- DiNovo, Cheri (* 1951), kanadische Pfarrerin und Politikerin
- Dinow, Todor (1919–2004), bulgarischer Maler, Vater des bulgarischen Trickfilms

### Dins
- Dinsamo, Belayneh (* 1965), äthiopischer Marathonläufer
- Dinsdale, Walter (1916–1982), kanadischer Politiker
- Dinse, Ferdinand (1811–1889), deutscher Orgelbauer
- Dinse, Klaus (1912–1994), deutscher Kommunalpolitiker (CDU)
- Dinse, Paul (1866–1938), deutscher Geograph und Bibliothekar
- Dinsel, Siegfried (1934–2024), deutscher Fernsehtechniker und Tennisfunktionär
- Dinsenbacher, Gabriele (* 1952), deutsche Dokumentarfilmerin
- Dinslage, Anton (1853–1922), deutscher Richter und Politiker (Zentrum)
- Dinslage, Karin (* 1940), deutsche Moderatorin
- Dinslage, Wolfgang (* 1968), deutscher Filmregisseur, Drehbuchautor und Darsteller
- Dinsmoor, Samuel (1766–1835), US-amerikanischer Politiker
- Dinsmoor, Samuel junior (1799–1869), US-amerikanischer Politiker
- Dinsmoor, William Bell (1886–1973), US-amerikanischer Klassischer Archäologe und Architekturhistoriker
- Dinsmoor, William Bell Jr. (1923–1988), US-amerikanischer Klassischer Archäologe und Architekturhistoriker
- Dinsmore, Bruce (* 1965), kanadischer Schauspieler und Synchronsprecher
- Dinsmore, Duke (1913–1985), US-amerikanischer Automobilrennfahrer
- Dinsmore, Hugh A. (1850–1930), US-amerikanischer Politiker
- Dinsmore, Nick (* 1975), US-amerikanischer Wrestler
- Dinstedt, Ulrich von, deutscher Jurist, katholischer und evangelischer Theologe
- Dinstein, Yoram (1936–2024), israelischer Völkerrechtler und Publizist
- Dinstein, Zwi (1926–2012), israelischer Politiker und Jurist
- Dinstl, Ferdinand (1788–1873), deutscher Jurist und Politiker
- Dinstl, Ferdinand (1821–1885), österreichischer Politiker
- Dinstlinger, Burkhard, Südtiroler Orgelbauer
- Dinstuhl, Volkmar (* 1972), deutscher Schachspieler
- Dinstühler, Friedrich (1896–1945), deutscher römisch-katholischer Geistlicher und Märtyrer

### Dint
- Dinta, Gotthard, deutscher Radrennfahrer
- Dintar, Christian (* 1974), österreichischer Fußballschiedsrichter
- Dinten, Helmut (1916–1992), deutscher Illustrator
- Dinter, Alexander (* 1983), deutscher Koch
- Dinter, Artur (1876–1948), deutscher Schriftsteller und Politiker (NSDAP)Artur Dinter (1876–1948)

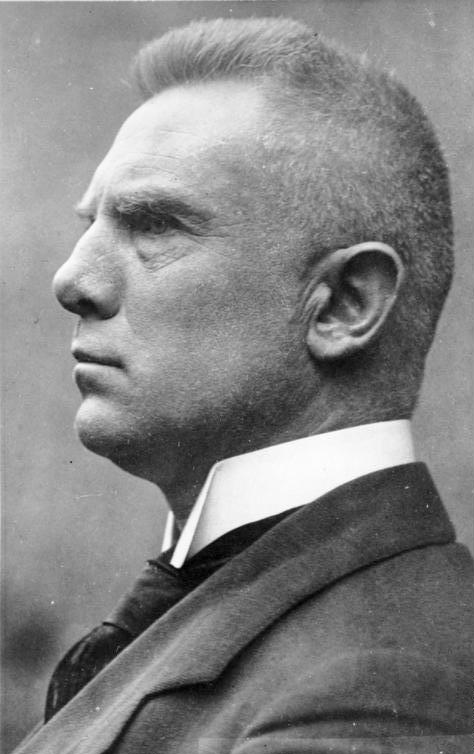
Artur Dinter (1876–1948)

- Dinter, Bernhard (* 1825), deutscher Klassischer Philologe und Lehrer
- Dinter, Gustav Friedrich (1760–1831), deutscher Theologe und Pädagoge
- Dinter, Ina (* 1985), deutsche Kunsthistorikerin und Museumsleiterin
- Dinter, Kurt (1868–1945), deutscher Botaniker und Forschungsreisender
- Dinter, Matthias (* 1968), deutscher Drehbuchautor, Regisseur und Comiczeichner
- Dinter, Paul (1922–2001), deutscher Radrennfahrer
- Dinter, Stefan (* 1965), deutscher Illustrator und Comiczeichner
- Dinter, Tim (* 1971), deutscher Comiczeichner und Illustrator
- Dinteville, Jean de (1504–1555), französischer Adeliger und Diplomat
- Dinther, Jefta van (* 1980), niederländisch-schwedischer Choreograf
- Dinther, Regina van (* 1958), deutsche Politikerin (CDU), MdL
- Dintinjana, Veronika (* 1977), slowenische Dichterin, Übersetzerin und Chirurgin

### Dinu
- Dinu, Bogdan (* 1986), rumänischer Boxer im Schwergewicht
- Dinu, Cornel (* 1948), rumänischer Fußballspieler und -trainer
- Dinu, Cristina (* 1993), rumänische Tennisspielerin
- Dinu, Loredana (* 1984), rumänische Degenfechterin
- Dinu, Tudor (* 1978), rumänischer Gräzist, Byzantinist und Neogräzist
- Dinulescu, Maria (* 1981), rumänische Schauspielerin
- Dinur, Ben-Zion (1884–1973), israelischer Historiker und Politiker
- Dinur, Irit, israelische Informatikerin
- Dinus de Rossonis Mugellanus, italienischer Rechtsgelehrter
- Dinuzulu (1868–1913), König des Zulu-Reiches

### Dinw
- Dinwiddie, Gene (1936–2002), US-amerikanischer Blues-Saxophonist
- Dinwiddie, Marcus (1906–1951), US-amerikanischer Sportschütze
- Dinwiddie, Robert (1692–1770), britischer Kolonialbeamter
- Dinwiddie, Spencer (* 1993), US-amerikanischer Basketballspieler
- Dinwiddie, Traci (* 1973), US-amerikanische SchauspielerinTraci Dinwiddie (* 1973)

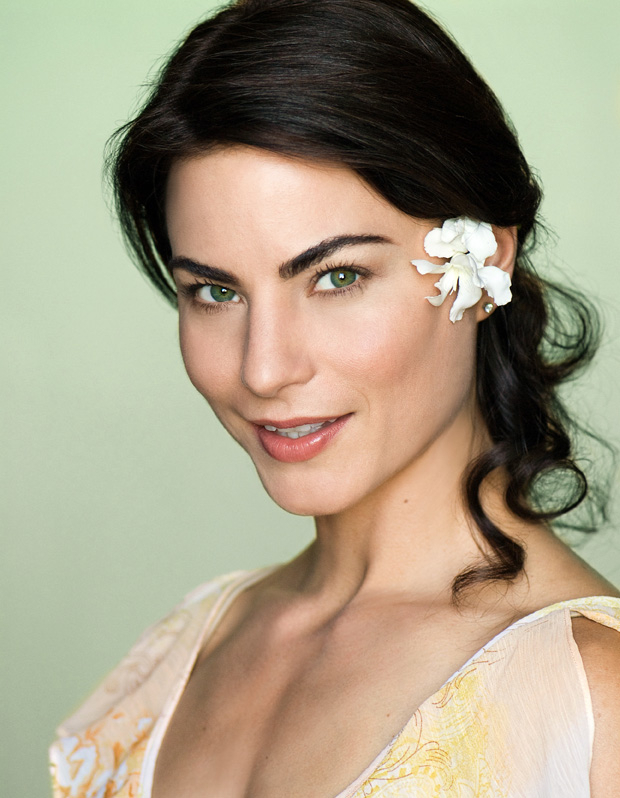
Traci Dinwiddie (* 1973)

### Dinz
- Dinzelbacher, Peter (* 1948), österreichischer Historiker (Mediävist)
- D’Inzeo, Piero (1923–2014), italienischer Springreiter
- D’Inzeo, Raimondo (1925–2013), italienischer Springreiter
- Dinzinger, Lambert (* 1956), deutscher Sportjournalist
- Dinzl, Ignaz (1833–1897), österreichischer Rechtsanwalt und Politiker, Landtagsabgeordneter